# Diego Gutiérrez (cosmógrafo)
Diego Gutiérrez "padre" (1485-1554) fue un cosmógrafo y cartógrafo español del renacimiento, que formaba parte de la Casa de la Contratación de Indias en Sevilla.

## Biografía
Diego Gutiérrez fue nombrado "cosmógrafo de hacer cartas y fabricar instrumentos para la navegación de la Contratación de Sevilla" el 21 de mayo de 1534, hasta su fallecimiento en 1554. Estuvo casado con Isabel Hernández y tuvo tres hijos, de los cuales dos fueron también cosmógrafos de la Casa de la Contratación: Sancho Gutiérrez y Diego Gutiérrez.

## Obra
Junto con el Piloto mayor de la Casa de la Contratación, Sebastián Caboto, trabajó en la actualización del Padrón real. La Bibliothèque nationale de France en París conserva un mapa del océano Atlántico de 1550. Este mapa refleja las opciones cartográficas de Diego Gutiérrez que defendía representaciones con doble o triple gradación de latitud, más adecuadas a las prácticas de los navegantes, los cuales no dominaban siempre los cálculos que permitían corregir la diferencia entre el norte geográfico y el norte magnético. Estos mapas generaron un debate, e incluso un pleito, entre Gutiérrez y los demás cosmógrafos que defendían mapas basadas en la ciencia y no en la práctica, como Pedro de Medina o Alonso de Santa Cruz.